# 1727
Перша наукова революція •  Глухівський період в історії Гетьманщини •  Російська імперія

## Геополітична ситуація
Османську імперію очолює Ахмед III (до 1730). Під владою османського султана перебувають Близький Схід та Єгипет, Середземноморське узбережжя Північної Африки, частина Закавказзя, значні території в Європі: Греція, Болгарія і Сербія. Васалами османів є Волощина та Молдова.
Священна Римська імперія охоплює, крім німецьких, земель Угорщину з Хорватією, Трансильванію, Богемію, Північну Італію, Австрійські Нідерланди. Її імператор — Карл VI Габсбург (до 1740). Король Пруссії — Фрідріх-Вільгельм I (до 1740).
На передові позиції в Європі вийшла Франція, якою править Людовик XV (до 1774). Франція має колонії в Північній Америці та Індії.
Король Іспанії — Філіп V з династії Бурбонів (до 1746). Королівству Іспанія належать південь Італії, Нова Іспанія, Нова Гранада та Віцекоролівство Перу в Америці, Філіппіни. Королем Португалії є Жуан V (до 1750). Португалія має володіння в Бразилії, в Африці, в Індії, в Індійському океані й Індонезії.
Північ Нідерландів займає Республіка Об'єднаних провінцій. Вона має колонії в Північній Америці, Індонезії, на Формозі та на Цейлоні. На британському троні Георга I змінив Георг II (до 1760). Британія має колонії в Північній Америці, на Карибах та в Індії. Король Данії та Норвегії — Фредерік IV (до 1730), на шведському троні сидить Фредерік I (до 1751). На Апеннінському півострові незалежні Венеційська республіка та Папська область. у Речі Посполитій королює Август II Сильний (до 1733). Імператор Російської імперії — Петро II (до 1730).
Україну розділено по Дніпру між Річчю Посполитою та Російською імперією. Посада гетьмана залишається вакантною. Пристановищем козаків є Олешківська Січ. Існує Кримське ханство, якому підвладна Ногайська орда.
В Ірані Сефевіди поступилися правлінням Хотакі.
Значними державами Індостану є Імперія Великих Моголів, Імперія Маратха. В Китаї править Династія Цін. У Японії триває період Едо.

## Події

### В Україні
- Царським урядом ліквідовано Малоросійську колегію й відновлено гетьманство.
- Гетьманом України обрано Данила Апостола.

### У світі
- Почалася Англо-іспанська війна (1727—1729). Іспанія взяла в облогу Гібралтар.
- Швеція та Данія приєдналися до Ганноверського союзу.
- Померла російська імператриця Катерина I. Новим імператором став Петро II.
- Фаворит Петра I Олександр Меншиков потрапив в опалу й вирушив у заслання.
- Засновано Королівський банк Шотландії.
- Перші аміші почали прибувати в Північну Америку.
- Після смерті Георга I королем Великої Британії став Георг II.

### Наука і культура
- Почалося спорудження обсерваторії Джантар-Мантар у Джайпурі.
- Стівен Гейлс опублікував «Статику овочів».
- Відбулася прем'єра «Страстей за Матвієм» Йоганна Себастьяна Баха.
- Побудовано Паломницьку церкву святого Яна Непомуцького (архітектор Ян Сантіні).
- Каву привезли в Бразилію.

## Народились
Див. також: Категорія:Народились 1727
- 29 квітня — Новер Жан Жорж, французький хореограф.
- 14 травня — Гейнсборо Томас, англійський художник.

## Померли
Див. також: Категорія:Померли 1727
- Ісаак Ньютон — англійський фізик.